# 주카타르 대한민국 대사관
주카타르 대한민국 대사관(아랍어: سفارة جمهورية كوريا في قطر)은 카타르 도하에 위치하고 있는 대한민국 대사관이다.

## 역사
대한민국은 1971년 9월 7일에 카타르를 주권 국가로 승인했으며 1974년 4월 18일에 카타르와 수교했다. 대한민국 정부는 1976년 10월 14일에 카타르 도하에 주카타르 대한민국 대사관을 설립했고 카타르 정부는 1992년 3월에 대한민국 서울에 주한 카타르 대사관을 설립했다.
주카타르 대한민국 대사관 건물은 1982년 건축가 김수근이 설계하여 건축되었다.

## 역대 대사
- 제1대: 서경석 (1979년 7월 28일 ~ 1981년 11월 7일)
- 제2대: 김상규 (1981년 11월 8일 ~ 1984년 4월 6일)
- 제3대: 김용권 (1984년 4월 7일 ~ 1986년 12월 16일)
- 제4대: 윤영엽 (1986년 12월 17일 ~ 1989년 12월 15일)
- 제5대: 유내형 (1989년 12월 16일 ~ 1992년 10월 26일)
- 제6대: 최남준 (1992년 10월 27일 ~ 1995년 10월 15일)
- 제7대: 성락민 (1995년 10월 16일 ~ 1998년 5월 31일)
- 제8대: 김진호 (1998년 6월 1일 ~ 2001년 4월 16일)
- 제9대: 김재국 (2001년 4월 17일 ~ 2003년 3월 24일)
- 제10대: 정문수 (2003년 3월 25일 ~ 2006년 5월 3일)
- 제11대: 김종용 (2006년 5월 4일 ~ 2009년 9월 30일)
- 제12대: 장시정 (2009년 10월 1일 ~ 2012년 4월 28일)
- 제13대: 정기종 (2012년 4월 29일 ~ 2015년 8월 29일)
- 제14대: 박흥경 (2015년 8월 30일 ~ 2018년 7월 15일)
- 제15대: 김창모 (2018년 7월 16일 ~ 2021년 6월 29일)
- 제16대: 이준호 (2021년 6월 30일 ~ 2024년 7월 29일)
- 제17대: 윤현수 (2024년 7월 30일 ~ 현직)

## 같이 보기
- 대한민국-카타르 관계
- 주한 카타르 대사관
- 대한민국의 재외공관 목록
- 카타르 주재 외국공관 목록